# 埃莱娜·埃斯皮诺萨
埃莱娜·埃斯皮诺萨·曼加纳（西班牙語：Elena Espinosa Mangana，1960年3月21日—），西班牙政治人物，曾任农业大臣、环境大臣等职。

## 生平
1960年生于西班牙西北部加利西亚地区的奥伦塞。早年毕业于圣地亚哥-德孔波斯特拉大学，获经济学学位。1985年加入加利西亚社会主义者党。1988年至1996年，担任維戈港务局局长。1996年西班牙工人社会党大选失利后，她离开政府，进入加利西亚医学技术研究所工作了两年，后加入罗德曼造船公司，担任财务总监。2002年5月至2004年6月，担任罗德曼集团副董事长。2004年4月，西班牙工人社会党在大选中获胜重新上台后，她出任农业、渔业与食品大臣。2008年4月，西班牙两人死于新型克雅氏症后，改任环境、农村与海洋大臣。2010年10月卸任。2011年10月放弃参选众议院议员。2012年参加加利西亚社会主义者党总书记选举，最终落败，之后退出政坛。

## 荣誉
- 大十字级卡洛斯三世勋章（2010年）[6]